# Дуплиска
Дуплиска (укр. Дуплиська) — село в Залещицкой городской общине Чортковского района Тернопольской области Украины.
До 2020 года входило в Залещицкий район.
Код КОАТУУ — 6122083530. Население по переписи 2001 года составляло 298 человек.

## Географическое положение
Село Дуплиска находится на берегу реки Тупа,
выше по течению примыкает село Угриньковцы,
ниже по течению примыкает село Бедриковцы.

## История
- 1578 год — дата основания.

## Объекты социальной сферы
- Школа I ст. (не действующая)
- Клуб.
- Библиотека

## Достопримечательности
- Братская могила советских воинов.

## Известные уроженцы
- Савчинский, Григорий (1804—1888) — украинский церковный деятель, писатель.